# Turbo angelvaldesi
Turbo angelvaldesi là một loài ốc biển, là động vật thân mềm chân bụng sống ở biển thuộc họ Turbinidae, họ ốc xà cừ.

## Miêu tả
Độ dài vỏ lớn nhất ghi nhận được là 45.6 mm.

## Môi trường sống
Độ sâu nhỏ nhất ghi nhận được là 43 m. Độ sâu lớn nhất ghi nhận được là 43 m.